# Красная Горка (Торжокский район)
Красная Горка — деревня в Торжокском районе Тверской области. Относится к Яконовскому сельскому поселению.
Находится к северо-западу от города Торжка, в 3 км к северу от села Яконово.

## Население
| 2010 |
| ---- |
| 38   |

## История
До середины XX века деревня называлась Головорезово (в метрических книгах встречается название Говорезово и Голворезово). Во второй половине XIX — начале XX века относилась к Яконовскому приходу Поведской волости Новоторжского уезда (с 1807 года - территория деревни разделиась на 2 прихода - Яконовский и Николо-Черенчицкий). До 1861 года проживали помещичьи крестьяне дворян Львовых. В 1884 году — 35 дворов, 167 жителей. После 1917 года фактически соединилась с соседней деревней Насывкино, став одним населенным пунктом. 
С начала и до середины XX века в деревне находилась 8-летняя школа.
В 1960 г. указом Президиума Верховного Совета РСФСР деревня Головорезово переименована в Красную Горку.
В 1970-80-е годы в деревне бригада яконовского колхоза им. XX Партсъезда. В 1997 году — 21 хозяйство, 48 жителей.